# Kino „Apollo”

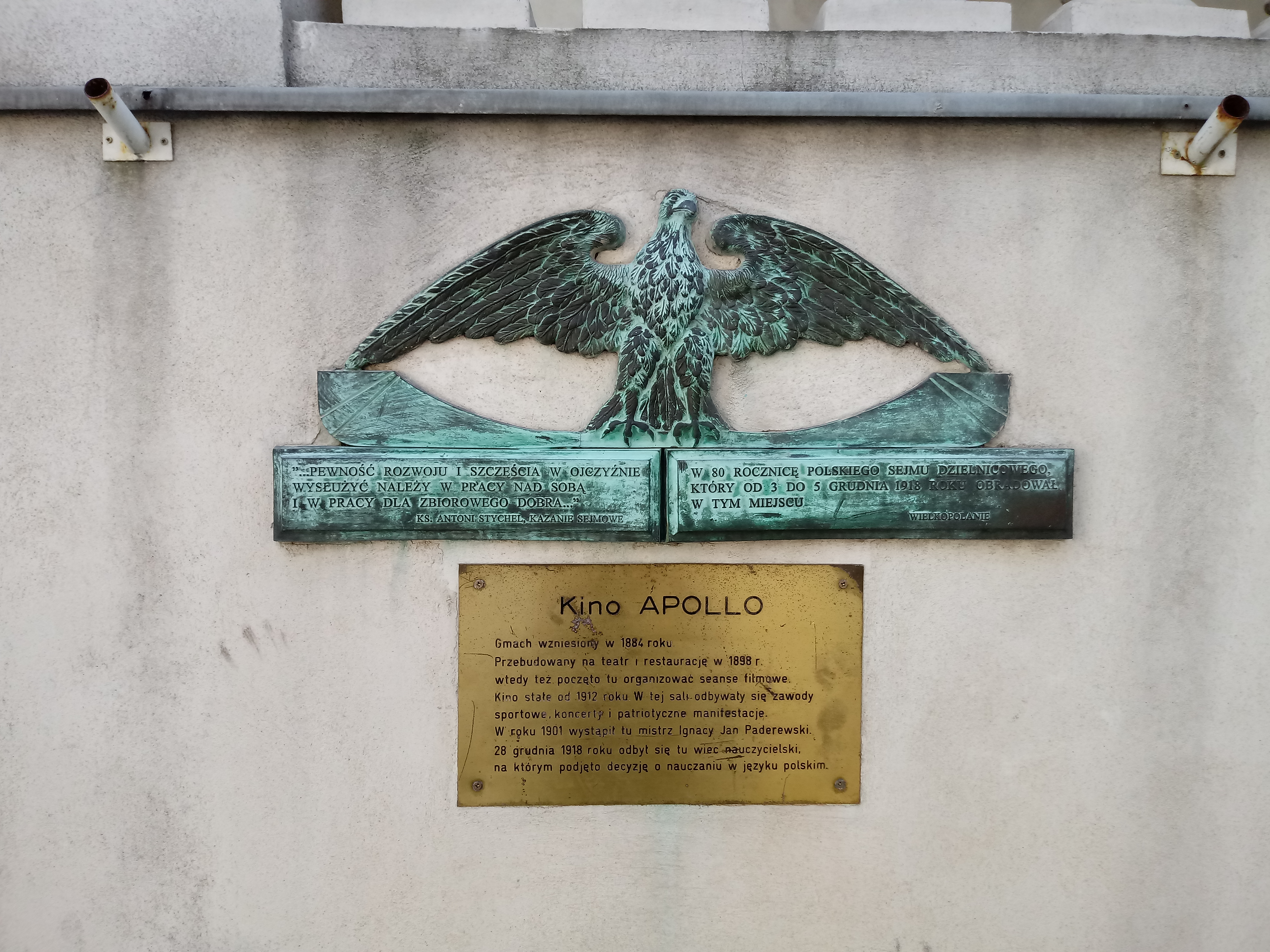
Tablice pamiątkowe umieszczone na budynku kina Apollo

Kino „Apollo” – Kino Teatr Apollo mieszczący się w budynku usytuowanym w pasażu Apollo w Centrum Poznania.

## Historia
W 1846 roku browarnik Conrad Lambert otworzył ogródek rozrywkowy, tzw. établissement „Odeon” i wybudował w pobliżu budynek mieszczący salę zgromadzeń nazywaną potocznie salą Lamberta. W 1874 roku została przebudowana w formie klasycyzującej. W 1884 roku wzniesiono obok budynek przyszłego kina Apollo. Pod koniec XIX wieku w 1898 roku we wnętrzach zaczął działać teatr, otwarto także restaurację. Odbywały się w niej pierwsze projekcje filmów w Poznaniu. W sali wyświetlono pierwszy dokumentalny film nakręcony w Poznaniu, ukazujący poznański Stary Rynek. W 1901 roku odbył się koncert pianisty Ignacego Jana Paderewskiego. Jako kino stałe zaczęło działać od 1912 roku. W tzw. sali Lamberta w dniach 3–5 grudnia 1918 roku, a także w sąsiedniej sali przyszłego kina Apollo odbyły się obrady plenarne Polskiego Sejmu Dzielnicowego.
Po I wojnie światowej zabudowania przejęli kupcy poznańscy Józef Czepczyński i Jan Łuczak. W 1921 roku rozpoczął tu swoją działalność Teatr Powszechny mający w swoim repertuarze przedstawienia komediowe i operetki. Następnie jeszcze w tym samym roku powstało Kino Apollo. Ówczesny adres budynku kina przypisany był do ul. Piekary 17.
Wcześniej, w 1920 roku architekt Adam Ballenstedt przekształcił obiekt, instalując na elewacji rzeźby wykonane przez Mieczysława Lubelskiego. Wnętrze otrzymało polichromię patronową autorstwa Ignacego Wrembla. Współcześnie zachowany jest portyk kryjący trójbiegowe schody prowadzące do wejścia do kina. W 1927 roku sala Lamberta została połączona z kabiną projekcyjną kina Apollo i uruchomiono w niej kino nazwane Metropolis. Połączone sale kinowe utworzyły wtedy kompleks współcześnie określany jako multipleks kinowy. W 1930 roku odbyła się tutaj pierwsza projekcja w Poznaniu filmu dźwiękowego „Upadły Anioł” (ang. The Shopworn Angel).
W czasie II wojny światowej niemieckie władze okupacyjne zdecydowały, aby kino funkcjonowało jako Teatr Varietes Metropol. W 1945 roku budynek w którym mieściła się sala Lamberta został całkowicie zniszczony.
W 1970 roku kino otrzymało nowy wygląd wnętrza przez dodanie okładziny ścian i podwieszanego sufitu wykonanych z geometrycznych przestrzennych płyt zaprojektowanych przez Antoniego Zydronia. Ponadto przeniesiono wtedy ekran na przeciwległą stronę sali.

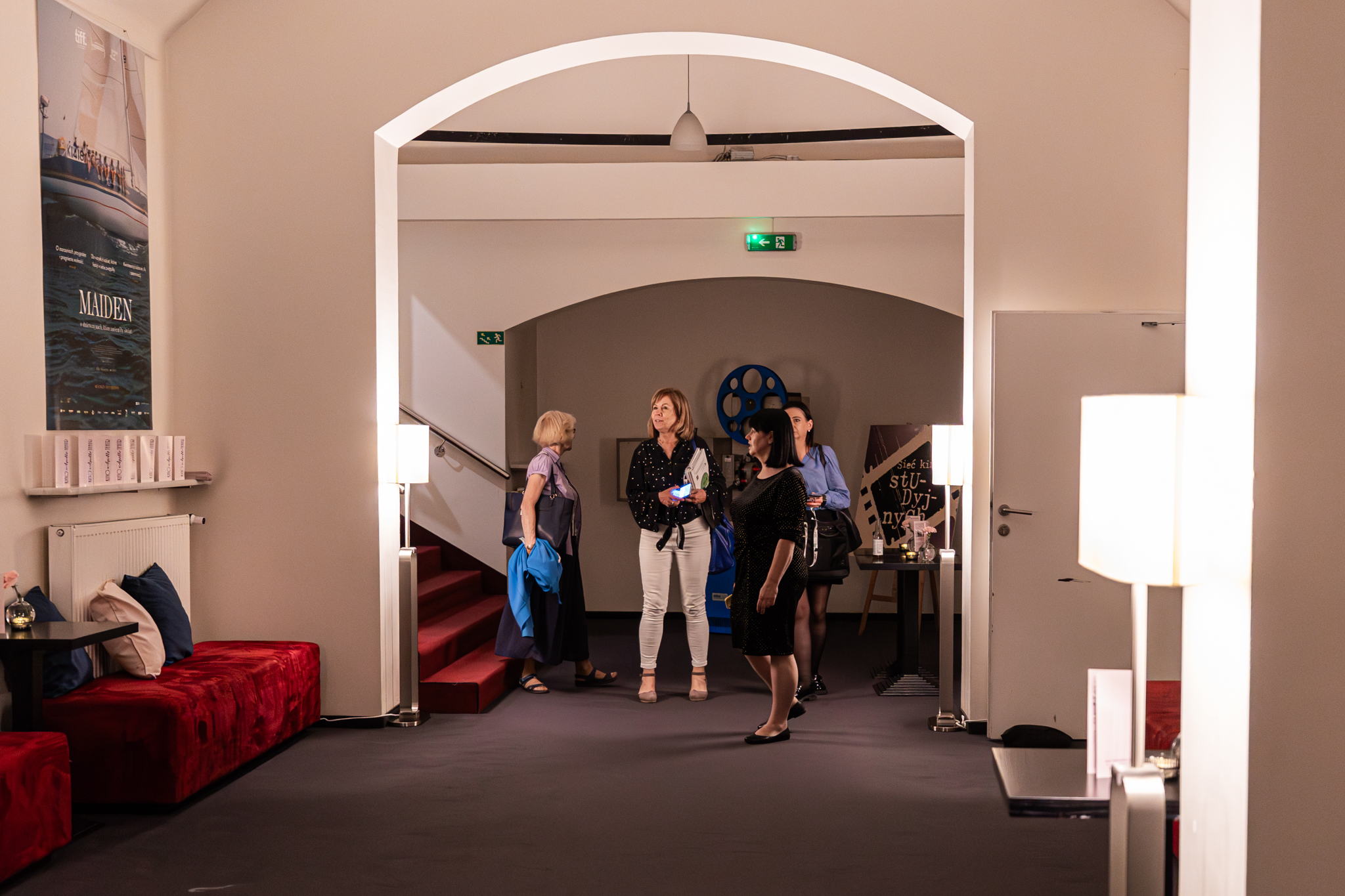
Wnętrze Kino Teatru Apollo po remoncie wykonanym w 2023 roku.

Od 2005 roku wystrój wnętrza współczesnego kina zaaranżowany jest na podstawie dawnego wystroju niezachowanego kina Metropolis, a hol kina otrzymał wystrój w stylu Art déco. Projekcje filmów odbywają się ponownie w dwóch salach. Współcześnie w obiekcie odbywają się także przedstawienia teatralne i funkcjonuje kawiarnia. Kino od 20 listopada 2006 roku należy do Sieci Kin Studyjnych i Lokalnych.
Od 1 września 2023 roku firma Adria Art oficjalnie przejęła zarządzanie obiektem Apollo w Poznaniu. 29 września nastąpiło oficjalne otwarcie kina po przerwie trwającej od 1 stycznia 2022. Obiekt funkcjonuje obecnie jako Kino Teatr Apollo. Nowy zarządca zobowiązuje się do utrzymania w obiekcie tradycyjnej funkcji kinowej i teatralnej. Dyrektorką Kino Teatru Apollo jest Agnieszka Kubera.